# Official Albums Chart
L'Official Albums Chart, aussi appelé UK Albums Chart, est un classement des ventes d'albums établi par l'Official Charts Company (OCC) sur la base des ventes de l'industrie du disque au Royaume-Uni.

## Histoire
Selon l'Official Charts Company (OCC), le classement officiel des albums britanniques est le Record Mirror chart entre 22 juillet 1956 et 1er novembre 1958 ; le Melody Maker chart entre 8 novembre 1958 et mars 1960 ; le Record Retailer chart entre 1960 et 1969 ; et l'Official Albums Chart à partir de 1969. Pendant huit semaines en février et mars 1971, aucun Official Albums Chart n'est compilé en raison d'une grève des services postaux - pour cette période, l'OCC utilise le classement compilé par Melody Maker.
En février 2015, il est annoncé qu'en raison de la baisse des ventes d'albums et de la popularité croissante du streaming audio, l'Official Albums Chart commencerait à inclure des données de streaming à partir de mars 2015. Selon la nouvelle méthodologie, l'Official Charts Company prend les 12 titres les plus streamés d'un album, les deux premiers étant pondérés à la baisse en fonction de la moyenne des autres. Le total de ces flux est divisé par 1 000 et ajouté aux ventes pures de l'album. Ce calcul est conçu pour garantir que le classement continue à refléter la popularité des albums eux-mêmes, plutôt que la performance d'un ou deux singles à succès. Le dernier album no 1 du UK Albums Chart à être basé uniquement sur les ventes est Smoke + Mirrors d'Imagine Dragons. Le 1er mars 2015, In the Lonely Hour de Sam Smith devient le premier album à se classer en tête du nouvel Official Albums Chart incorporé au streaming.